# Necroscope
Necroscope ist eine Vampir-Romanreihe von Brian Lumley, welche 1986 zum ersten Mal veröffentlicht wurde. Sie handelt von Harry Keogh, einem sogenannten Necroscope (von griech. νεκρός (nekro) „tot“, σκοπεῖν (scopeο) „schauen, beobachten“), der die Fähigkeit besitzt mit den Toten zu sprechen.

## Inhalt
Harry Keogh ist Mitarbeiter des E-Dezernats, einer Abteilung des britischen Geheimdiensts, welches in erster Linie Menschen mit ESP-Fähigkeiten zu Spionagezwecken einsetzt.
Im Verlauf der Geschichten wird die Vergangenheit Harry Keoghs und der Wamphyri aufgezeigt. Außer mit den Toten sprechen kann Harry auch das im Roman sogenannte Möbius-Kontinuum bereisen, das nach dem Mathematiker August Ferdinand Möbius benannt ist und sich ähnlich dem Möbiusband verhält. 
Im Rahmen der ersten fünf Bände sind die Gegner Harry Keoghs bzw. des E-Dezernats die Wamphyri Faethor Ferenczy, Thibor Ferenczy bzw. Yulian Bodescu und der Nekromant Boris Dragosani. Im Gegensatz zum Necroscope entreißt der Nekromant den Toten gewaltsam ihre Geheimnisse, während sie mit einem Necroscopen aus freien Stücken reden.

## Bände
Für die Veröffentlichung im Festa Verlag wurde stets ein englisches Originalbuch auf mehrere deutsche Bände verteilt:
Im Jahr 2009 erscheinen die Originalausgaben ungeteilt, als Taschenbücher bei Heyne und gebundene Bücher bei Festa.
- 1 Das Erwachen ISBN 3-935822-05-7
- 2 Vampirblut ISBN 3-935822-34-0
- Erschienen auch als Sammelband Auferstehung ISBN 3453533070

entsprechen dem englischen Original: Necroscope (1986)
- 3 Kreaturen der Nacht ISBN 3-935822-35-9
- 4 Untot ISBN 3-935822-33-2
- 5 Totenwache ISBN 3-935822-00-6
- Erschienen auch als Sammelband Vampirbrut ISBN 3453533089

entsprechen dem englischen Original: Necroscope II: Wamphyri! (1988)
- 6 Das Dämonentor ISBN 3-935822-10-3
- 7 Blutlust ISBN 3-935822-37-5
- 8 Höllenbrut ISBN 3-935822-46-4
- Erschienen auch als Sammelband Blutmesse ISBN 3453533232

entsprechen dem englischen Original: Necroscope III: The Source (1989)
- 9 Wechselbalg ISBN 3-935822-49-9
- 10 Duell der Vampire ISBN 3-935822-62-6
- Erschienen auch als Sammelband Entseelt ISBN 3453533240

entsprechen dem englischen Original: Necroscope IV: Deadspeak (1990)
- 11 Totenhorcher ISBN 3-935822-65-0
- 12 Blutkuss ISBN 3-935822-72-3
- Erschienen auch als Sammelband Todessaat ISBN 3865521053

entsprechen dem englischen Original: Necroscope V: Deadspawn (1991)
- 13 Konzil der Vampire ISBN 3-935822-86-3
- 14 Grabgesang ISBN 3-935822-91-X
- 15 Blutsbrüder ISBN 3-935822-92-8
- Erschienen auch als Sammelband Dämonenhass ISBN 3865521061

entsprechen dem englischen Original: Vampire World I: Blood Brothers (1992)
- 16 Vampirwelt ISBN 3-86552-016-2
- 17 Nestors Rache ISBN 3-86552-019-7
- 18 Metamorphose ISBN 3-86552-020-0
- Erschienen auch als Sammelband Totenbeschwörung ISBN 386552107X

entsprechen dem englischen Original: Vampire World II: The Last Aerie (1993)
- 19 Vormulac ISBN 3-86552-041-3
- 20 Schlacht der Vampire ISBN 3-86552-042-1
- 21 Blutkrieg ISBN 3-86552-043-X
- Erschienen auch als Sammelband Blutfürsten ISBN 3865521088

entsprechen dem englischen Original: Vampire World III: Bloodwars (1994)
- 22 Vampire schlafen nie ISBN 978-3-86552-084-5
- 23 Hund der Nacht ISBN 978-3-86552-085-2
- 24 Verfluchtes Blut ISBN 978-3-86552-086-9
- Erschienen auch als Sammelband Werwolfsjagd ISBN 3865521096

entsprechen dem englischen Original: Necroscope: The Lost Years Volume One (1995).
Die folgenden Werke erschienen gemäß dem Original in einem Buch:
- Sammelband 10 Vampirzorn ISBN 386552110X

entspricht dem Original: Necroscope: The Lost Years Volume Two (1996)
- Sammelband 11 Nachtgesang ISBN 3865521118

entspricht dem Original: E-Branch: Invaders (1998)
- Sammelband 12 Entweiht ISBN 3865521126

entspricht dem Original: Necroscope: Defilers (1999)
Folgende englische Bände sind bisher noch nicht ins Deutsche übersetzt worden:
- Necroscope: Avengers (2000)
- Harry Keogh: Necroscope and Other Weird Heros (2003)
- Necroscope: The Touch (2006)
- Necroscope: Harry and the Pirates (2009)

## Hörbücher
Bei LPL records sind die ersten acht Bände als Hörbuch erschienen. Das Erwachen wurde von Joachim Kerzel gelesen, Vampirblut von Helmut Krauss. Beide Ausgaben sind ungekürzte Lesungen. Ab Band 3 erscheinen die Hörbücher als gekürzte Version mit Lutz Riedel als Sprecher.
Seit der Veröffentlichung von Vampirblut ist der Lübbe Verlag der Vertriebspartner von LPL records.